# Винсент из Бове
Винсент из Бове (фр. Vincent de Beauvais, лат. Vincentius Bellovacensis; 1190, Бове или Боран-сюр-Уаз — 1264, Бове) — средневековый французский хронист, энциклопедист, богослов, философ и педагог, монах-доминиканец из аббатства в Бове, придворный чтец, библиотекарь и воспитатель детей короля Людовика IX Святого.

## Биография
Родился около 1190 года в Пикардии, в Бове или в Боран-сюр-Уаз (совр. департамент Уаза). Вероятно, учился в университете в Париже, и около 1218-го или 1220 года вступил там в орден доминиканцев. В 1246 году стал субприором доминиканского монастыря в Бове, основанного около 1225 года королём Людовиком IX.
Примерно с 1246 года читал лекции в соседнем цистерцианском аббатстве Руайомон, основанном в 1228 году Людовиком близ Парижа. При посредничестве руайомонского аббата Радульфа Винсент получил известность при королевском  дворе. По словам духовника королевы Маргариты Прованской Гийома де Сен-Патю, любознательный король лично посещал лекции Винсента, усаживаясь у ног магистра вместе с простыми монахами. Примерно с 1250 года Винсент поступил на службу к Людовику, сначала в качестве придворного чтеца, а затем — библиотекаря и капеллана. В числе прочего, король помогал ему приобретать необходимые книги как для королевской библиотеки, так и для личных нужд. Немало рукописей Винсент получал также от цистерцианцев Руайомона и доминиканцев из парижского монастыря Сен-Жак.
Умер Винсент, вероятно, в Бове, по другим данным — в Париже или Руайомоне, около 1264 года. Впрочем, один из продолжателей его Варфоломей Луккский утверждал, что он дожил до понтификата Григория X (1271—1276).

## Сочинения
Главным трудом Винсента является универсальная энциклопедия гигантского объёма «Зерцало великое» (лат. Speculum majus), составлять которую он начал около 1235 года, по одним данным, по заказу провинциального приора Гуго Сен-Шерского, по другим, короля Людовика Святого. Завершённая в первой своей редакции около 1244 года, а после дополнявшаяся, по крайней мере, до 1260-го, она состоит их четырёх частей:
- Зерцало природное (лат. Speculum naturale)
- Зерцало вероучительное (лат. Speculum doctrinale)
- Зерцало историческое (лат. Speculum historiale)
- Зерцало нравственное (лат. Speculum morale)

Энциклопедия давала обширные сведения по философии, истории, естественным наукам, накопленные европейскими учёными книжниками к середине XIII столетия, ставшего веком классификации во всех областях тогдашних знаний. В ней комментировались отрывки из античных авторов, богословские труды. Современные исследователи насчитывают свыше 400 источников, использованных Винсентом при составлении «Зерцала великого», представляющего собой систематизацию знаний того времени по различным вопросам. Написанное на латыни, оно состоит из 80 книг и 9885 глав, являясь, по сути, самой значительной энциклопедией Средневековья.
В первой части рассматривается широкий круг естественнонаучных дисциплин — астрономия, алхимия, биология и т. д; во второй речь идёт о богословских вопросах; в третьей, состоящей из 31 книги и 3793 глав, подробно рассматривается история человечества от сотворения мира до 1254 года; в четвёртой поднимаются проблемы благочестия, нравственности и морали. По мнению некоторых исследователей, «Зерцало нравственное» не принадлежит перу самого Винсента и является составленной между 1310 и 1325 годами компиляцией, в основу которой легли труды известных доминиканских богословов Этьена де Бурбона и Фомы Аквинского. Обращает на себя внимание, что мораль для Винсента является не философской дисциплиной, а скорее одним из видом искусства, что характерно не для современной ему университетской науки, а для схоластического «возрождения» XII века.
При создании своей энциклопедии Винсент, прежде всего, пользовался королевским книжным собранием, делая обширные выписки из манускриптов с помощью нескольких монахов-помощников. Для составления исторической части своего труда он, в частности, сначала располагал эти конспекты в хронологическом порядке, а затем механически связывал их между собой соединительными фразами или авторскими дополнениями. При этом, подражая Гелинанду из Фруамона, хронику которого он выбрал себе в качестве образца, Винсент добросовестно указывал все свои источники, строго предваряя собственные ремарки словом «автор». Географические сведения он, помимо хроник, черпал из сочинений путешественников, в частности, записок Плано Карпини и Симона Сен-Кантенского, участвовавших в посольствах к монголам.
Среди прочих источников Винсента можно отметить сочинения Цезаря, Светония, Юстина, Евсевия, Иеронима, Руфина Аквилейского, Августина, Орозия, Проспера Аквитанского, Кассиодора, Григория Турского, Сигиберта из Жамблу, Гугона из Флёри, Петра Коместора, Псевдо-Турпина, Ригора из Сен-Дени, Гийома Бретонского и Жеро из Фраше. Помимо перечисленных авторов, в других частях своего труда он цитирует Цицерона, Овидия, Сенеку, Авла Геллия, Иоанна Кассиана, Григория Великого, Бернара из Клерво, Оливера Схоластика и др.
Преследуя, вероятно, педагогические или просветительские цели, Винсент самолично составил краткий конспект «Исторического зерцала» под названием «Дневник времен» (лат. Memoriale temporum), который включил в первую часть «Зерцала Великого».
Энциклопедия Винсента из Бове сохранилась более чем в 250 рукописях, и уже в XIII веке была переведена на несколько языков, включая французский, фламандский и каталонский. На протяжении нескольких столетий она пользовалась непререкаемым авторитетом не только у учёных-схоластиков, начиная с Альберта Великого (ум. 1280) и Роджера Бэкона (ум. 1292), но и некоторых поэтов, включая Джеффри Чосера.
В 1280-х годах «Историческое зерцало» Винсента из Бове легло в основу поэмы фламандца Якоба ван Марланта «Зеркало истории» (Spiegel Historiael). Содержащееся в нём сказание о пророке Мухаммеде было в 1679 году переведено на русский язык Симеоном Полоцким.
Впервые «Великое зерцало» было напечатано в 1473—1476 годах в Страсбурге немецким издателем Иоганном Ментелином, в 1483—1486 годах переиздано в Нюрнберге, а в 1493—1495 годах — в Венеции. Наиболее авторитетным изданием считается выпущенное в 1624 году в Дуэ Бальтазаром Беллером, факсимильное переиздание которого увидело свет в 1964 году в Граце.
Из числа других известных трудов Винсента внимания заслуживают педагогические трактаты: «О нравственном наставлении правителя» (лат. De morale principis instutione, 1260—1263), адресованный королю Людовику и его троюродному брату Тибо Наваррскому, и «О наставлении детей знатных граждан» (лат. De eruditione filorum nobilum, 1246—1249), написанный в помощь придворным учителям по просьбе королевы Маргариты и воспитателя принца Филиппа отца Симона. В последнем трактате, представляющем собой комментированную антологию фрагментов сочинений античных и средневековых авторов по различным аспектам воспитания, излагается целая образовательная система, основанная на христианской этике. В частности, Винсент рассматривает следующие вопросы: как найти хорошего учителя, что мешает и что содействует успешному образованию, о способах обучения и преимуществах начала его в раннем возрасте и т. д.
Зимой 1260 года, в связи с преждевременной смертью дофина Людовика, Винсент направил французскому королю проникновенное послание «Epistola consolatoria de morte amici», ставшее признанным образцом эпистолярного жанра. В нём, в числе прочего, он напоминает королю о том, как тот «смиренно, с почтением к Богу» слушал его лекции в аббатстве Руайомон.
Винсент из Бове является также автором ряда богословских трудов, в частности, «Похвального слова Пресвятой Деве» (лат. Liber de laudibus beatae Virginis), «Похвального слова Иоанну Богослову» (лат. Liber de laudibus Johannis Evangelistae), «Трактата о Святой Троице» (лат. Tractatus de Sancta Trinitate) и «Книги о божественной благодати» (лат. Liber gratiae).